# Guying
Guying (kinesiska: 谷营, 谷营乡) är en socken i Kina. Den ligger i provinsen Henan, i den centrala delen av landet, omkring 110 kilometer öster om provinshuvudstaden Zhengzhou. Antalet invånare är 30 968. Befolkningen består av 16 750 kvinnor och 14 218 män. Barn under 15 år utgör 26,0 %, vuxna 15-64 år 63 %, och äldre över 65 år 9,0 %.
Genomsnittlig årsnederbörd är 702 millimeter. Den regnigaste månaden är juli, med i genomsnitt 190 mm nederbörd, och den torraste är januari, med 5 mm nederbörd.